# Spitzfläche

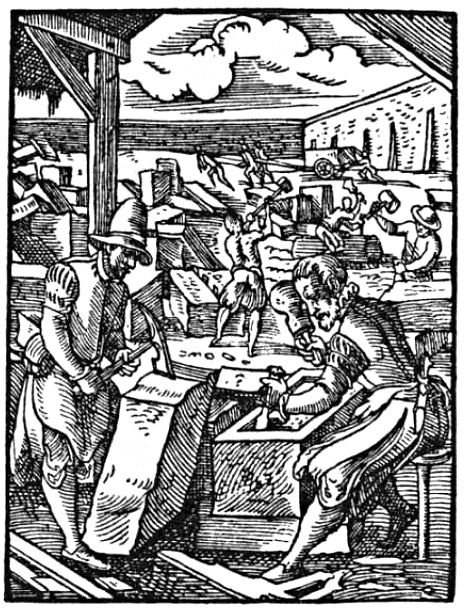
Steinmetz mit Spitzfläche (links) in einer historischen Darstellung

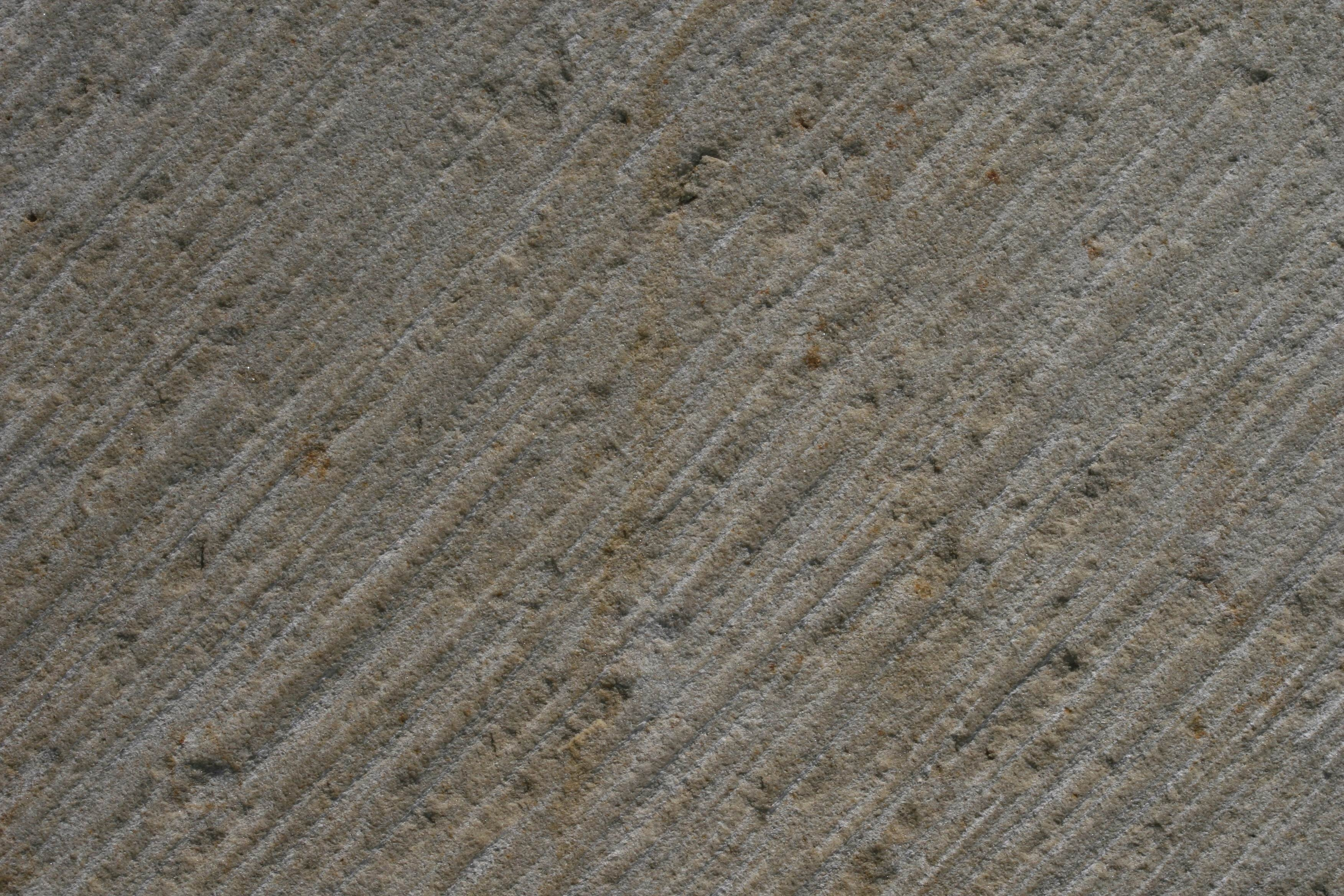
Steinoberfläche, die mit der glatten Schneide der Spitzfläche oder mit der Glattfläche hergestellt wurde.

Eine Spitzfläche ist ein Steinmetzwerkzeug, das vor allem im Mittelalter verwendet wurde. Heutzutage (2012) ist es nicht mehr im Einsatz. Die Spitzfläche wurde beidhändig geführt. Die Werkzeugspitze wurde für das Einebnen rauer Flächen benutzt und die glatte Schneide zum weiteren Glätten. Das Werkzeug kombiniert die Funktion von Zweispitz bzw. Spitzeisen und Glattfläche. Sein Einsatz kann durch Drehen in den Händen schnell abgeändert werden.
 
Es handelt sich um ein Werkzeug für die Bearbeitung von Weichgestein. 
Auf fertiggestellten Werksteinen kann ein Bearbeitungsunterschied bei gespitzten Steinoberflächen durch Zweispitz oder spitzem Ende der Spitzfläche nicht festgestellt werden. Dies gilt ebenso für Glattfläche und gerader Schneide der Spitzfläche bei geflächten bzw. gebeilten Steinoberflächen.

### Ähnliche Werkzeuge
- Fläche (Werkzeug)
- Zweispitz

### Berufe
- Steinmetz
- Steinbildhauer

### Weitere Themen
- Steinoberfläche